# Ned Zelić
Nedijeljko "Ned" Zelić  (Sydney, 4 de julho de 1971) é um ex-futebolista profissional australiano, atuava como volante.

## Carreira
Ned Zelić representou a Seleção Australiana de Futebol, nas Olimpíadas de 1992.

## Títulos
Austrália
- Copa das Confederações: Vice - 1997